# Impromptu (muziekstuk)
Een impromptu (uit het Frans, het Latijn kent: in promptu, 'voor de vuist, als improvisatie, of inval') is een muziekwerk dat improvisatorische elementen bevat en vaak een vrije vorm heeft, maar ook veel als driedelige liedvorm (ABA- of AAB- of ABC- vorm) voorkomt. Een impromptu is meestal geschreven voor de piano en gebaseerd op een muzikaal idee dat in de compositie nader uitgewerkt wordt. De vorm stamt uit de romantische periode, waarin componisten op zoek gingen naar nieuwe en meer persoonlijke uitdrukkingsvormen.

## Ontstaan
De term 'impromptu' duikt het eerst op in 1817, in de Allgemeine musikalische Zeitung, als term door een redacteur gebruikt voor de omschrijving van een pianowerk van Jan Václav Hugo Voříšek. Het duurde niet lang voordat de eerste generatie romantische componisten het idee overnam:
- Jan Václav Hugo Voříšek was de eerste die impromptu's als zodanige stukken componeerde vanaf 1822
- Franz Schubert publiceerde twee sets van 4 impromptu's voor piano: op. 90 en 142 (1827). Na zijn dood werden verder nog 3 stukken impromptu's genoemd (eigenlijk 3 Klavierstücke)
- Frédéric Chopin componeerde 4 impromptu's, inclusief de beroemde vierde: de Fantaisie-Impromptu
- Robert Schumann schreef enige impromptu's, gepubliceerd als Op. 5
- Franz Liszt schreef een Impromptu in Fis (soms Nocturne genoemd) en een pianostuk met de naam Valse-Impromptu
- Jean Sibelius schreef 6 impromptu's voor piano op. 5 (1893).

Het genre bleef de gehele 19e eeuw populair.
In de 20e eeuw komen minder voorbeelden voor van componisten die hun werk de titel impromptu meegaven. Er zijn wel wat voorbeelden:
- Donald Martino, Fantasies and Impromptu in 1980
- Queen uitgevoerd in het Wembley Stadium in 1986: Impromptu
- Misha Mengelberg brengt in 1990 een cd uit met vrije improvisaties op piano met als titel: Impromptus.

### Chopin
- Impromptu no.1 in As groot, op.29
- Impromptu no.2 in Fis groot, op.36
- Impromptu no.3 in Ges groot, op.51
- Fantaisie-Impromptu no.4 in cis klein, op.66

### Schubert
| Opus 90 (D. 899) | Opus post. 142 (D. 935)                                                        |
| --- | ------------------------------------------------------------------------------ |
| - Impromptu No. 1 in c klein - Allegro molto moderato - Impromptu No. 2 in Es groot - Allegro - Impromptu No. 3 in Ges groot - Andante - Impromptu No. 4 in As groot - Allegretto | - No. 1 in f klein - No. 2 in As groot - No. 3 in Bes groot - No. 4 in f klein |

## Referentie
- New Grove Dictionary of Music and Musicians, Oxford